# Leopoldina (Minas Gerais)
Leopoldina est une municipalité brésilienne de l'État du Minas Gerais et la microrégion de Cataguases.

## Diocèse
La diocèse de Leopoldina est une circonscription ecclésiastique de l'Église catholique au Brésil.